# Karašica
Karašica je řeka v Chorvatsku. Je dlouhá 91 km. Pramení ve Viroviticko-podrávské župě, ale téměř celou svojí délkou prochází Osijecko-baranjskou župou. Vzniká soutokem řeky Čađavica a potoka Vojlovica a vlévá se do Drávy. Řeka prochází historickým chorvatským regionem Valpovština a městy Belišće a Valpovo.

## Sídla ležící u břehu řeky
Zvonimirovac, Krčenik, Kapelna, Blanje, Bockovac, Krunoslavje, Golinci, Miholjački Poreč, Rakitovica, Radikovci, Bočkinci, Črnkovci, Gat, Kitišanci, Belišće, Valpovo, Ladimirevci, Šag, Satnica, Petrijevci, Josipovac

## Přítoky
Největšími přítoky Karašice jsou řeky Čađavica a Vučica, dalšími přítoky jsou potoky Klokočevac a Vojlovica.